# Звуки музыки (фильм)
«Звуки музыки» (англ. The Sound of Music, 1965) — мелодраматический военный мюзикл, снятый Робертом Уайзом, главную роль в котором исполнила Джули Эндрюс. Лента представляет собой экранизацию одноимённого бродвейского мюзикла 1959 года, музыку и слова для которого написали Ричард Роджерс и Оскар Хаммерстайн II, авторами либретто выступили Говард Линдсей и Рассел Круз. Киносценарий написан Эрнестом Леманом. Фильм удостоен 2 премий «Золотой глобус» при 4 номинациях и 5 премий «Оскар» при 10 номинациях. Фильм стал вторым в карьере режиссёра после «Вестсайдской истории», за который он получил пару «Оскаров» в номинациях «Лучший фильм» и «Лучший режиссёр».
В основу самого мюзикла легла книга Марии фон Трапп «Семья певцов фон Трапп» (англ. The Story of the Trapp Family Singers) (1949). В него вошли многие популярные песни, среди которых «Edelweiss», «My Favorite Things», «Climb Ev’ry Mountain», «Do Re Mi», «Sixteen Going On Seventeen», «The Lonely Goatherd», а также песня, вынесенная в заглавие.
Фильм снимался с марта по сентябрь 1964 года в Зальцбурге (Австрия), Баварии (Германия), а также в Калифорнии (США) на студии «20th Century Fox», и был снят на 70-мм киноплёнку в формате Тодд АО Тедом Маккордом. Премьера картины состоялась 2 марта 1965 года в Соединенных Штатах, первоначально как ограниченный показ. Хотя первоначальная критическая реакция на фильм была неоднозначной, он имел большой коммерческий успех, став фильмом номер один в прокате через 4 недели и самым кассовым фильмом 1965 года. К ноябрю 1966 года «Звуки музыки» стал самым кассовым фильмом всех времён, превзойдя «Унесённых ветром», и занимал эту нишу 5 лет. Картина была столь же популярна во всём мире, побив предыдущие рекорды кассовых сборов в 29 странах. После первоначального проката, длившегося четыре с половиной года, и двух успешных переизданий фильм разошёлся тиражом в 283 миллиона просмотров по всему миру и собрал в мировом прокате 286 миллионов долларов. Это позволило картине занять 6-е место в десятке самых кассовых фильмов с учётом инфляции (2549 млн долларов).
В 2001 году включён в Национальный реестр фильмов, обладая «культурным, историческим или эстетическим значением».
По версии Американского института кино картина занимает ряд мест:
- 55-е (1998) и 40-е (2007) места в списке «100 фильмов»;
- 27-е место в «100 страстей»;
- 10-е («The Sound of Music»), 64-е («My Favorite Things») и 88-е («Do Re Mi») места в «100 песен»;
- 4-е место в «25 мюзиклов»;
- 41-е место в «100 вдохновляющих фильмов».

## Сюжет
Часть 1
1938 год, Зальцбург, Австрия, «в последние золотые деньки тридцатых годов». Мария (Джули Эндрюс), молодая свободолюбивая австрийка, служит в качестве постуланта в Ноннбергском аббатстве и намеревается стать монахиней. Её слишком живой характер, энтузиазм и отсутствие дисциплины, которые можно наблюдать в начальной сцене, где девушка поёт и танцует на горном лугу («The Sound of Music»), опаздывая на службу («Morning Hymn/Alleluia»), вызывает определённое беспокойство матушки-настоятельницы (Пегги Вуд). После обмена мнениями между сестрами («Maria») и покаяния девушки её отправляют на виллу овдовевшего отставного офицера военно-морских сил Австро-Венгрии Георга Людвига фон Траппа (Кристофер Пламмер) в качестве гувернантки для его семерых детей до сентября («I Have Confidence in Me»).
Девушку встречает дворецкий Франц (Джилкрист Стюарт), после чего она знакомится с капитаном, не растерявшим военных замашек и организовавшим жизнь в доме согласно строгому распорядку. Мария становится свидетельницей марша детей, выстроенных по росту, по свистку — 16-летней Лизлы (Чармиан Карр), 14-летнего Фридриха (Николас Хэммонд), Луизы (Хезер Мензис), которой осенью исполнится 13 лет, Курта (Дуэйн Чейз), 10-летней Бригитты (Энджела Картрайт), Марты (Дебби Тёрнер), у которой во вторник будет 7-й День рождения, и 5-летней Гретель (Ким Кэрат). Экономка фрау Шмидт (Норма Варден) отправляет детей на прогулку и ведёт Марию в её комнату. Именно тогда девушка становится жертвой первой шалости воспитанников — те подкинули лягушку ей в карман.
За семейным обедом Мария не рассказывает капитану о подброшенном земноводном и благодарит детей за проявлённую доброту, тем становится стыдно и они начинают плакать. Почтальон Рольф (Дэниэл Трюхитт) привозит фон Траппу телеграмму, тот намерен уехать в Вену для встречи с баронессой. Ночью Лизл тайно встречается с Рольфом в саду («Sixteen Going On Seventeen»), влюблённые укрываются от дождя и танцуют в беседке. Перед сном фрау Шмидт сообщает Марии, что после смерти супруги капитан превратил дом в военный плац и запрещая игры, музыку и любое веселье. Шестеро детей прибегают в её спальню, боясь грозы, они весело проводят время («My Favorite Things»), пока неожиданно не появляется капитан, перед которым Мария выгораживает Лизл. Фон Трапп надеется, что после его возвращения гувернантка усвоит все правила.
На следующий день после отъезда капитана Мария шьёт детям выходную одежду из штор в своей комнате и отправляется с ними на прогулку, что становится отдушиной для уставших от жизни по уставу ребят. Благодаря её доброте и терпению, дети всем сердцем полюбили новую гувернантку, приобщившую их к пению под гитару на лугу («Do-Re-Mi»). Капитан возвращается домой на машине с невестой, баронессой Эльзой Шредер (Элинор Паркер) и их общим другом «дядей» Максом Детвайлером (Ричард Хэйдн), и сразу не узнаёт детей, сидящих на деревьях вдоль дороги и машущих им, считая, что ему померещилось. Рольф, произнеся нацистское приветствие, передаёт Детвайлеру телеграмму. Удивлённый фон Трапп видит плывущих в лодке детей, падающих в воду во время его приветствия. Недовольный одеждой и занятиями детей, а также призывом Марии сблизиться с ними, фон Трапп собирается отправить гувернантку обратно в монастырь, но, увидев пение детей перед баронессой и спев вместе с ними впервые за много лет, извиняется перед девушкой, напомнившей ему, что такое музыка, и просит её остаться. Вместе с невестой и другом, фон Трапп с удовольствием смотрит кукольное представление («The Lonely Goatherd»). Впечатлённый пением, Детвайлер предлагает детям принять участие в предстоящем Зальцбургском городском музыкальном фестивале, но капитан против этого, так как он не позволяет им петь на публике. Домочадцы уговаривают его спеть им на гитаре («Edelweiss»).
В честь приезда баронессы в доме организуется бал, Мария учит Курта традиционному народному танцу Лендлеру, к ним присоединяется глава семейства, становясь партнёром гувернантки, кульминацией становится крепкое объятие. Девушка обнаруживает, что влюблена в капитана, но, сбитая с толку чувствами, краснеет и высвобождается. Георг также неравнодушен к Марии. Дети выступают перед гостями («So Long, Farewell»). Господин Целлер (Бен Райт) намекает на скорый аншлюс, на что фон Трапп отвечает, что в этом случае тот будет управлять оркестром. Баронесса, заметившая влечение капитана к Марии, говорит с той наедине в её комнате, и, скрывая ревность, косвенно убеждает Марию вернуться в аббатство, после чего говорит Детвайлеру, что «крупно выиграла». Мария, оставив записку, спешно покидает виллу.
Антракт
Часть 2
Баронесса пытается наладить контакт с детьми, но у неё не выходит. Без Марии дети нехотя поют по предложению Детвайлера. Отец сообщает им, что Мария не вернётся, и что в записке она сообщила, что соскучилась по монастырю, а также то, что гувернанток в доме больше не будет, а у них появится новая мать. Дети нехотя целуют баронессу, после чего посещают монастырь, дабы встретиться с Марией, но выпроваживаются, так как та осталась в уединении. Когда матушка-настоятельница узнаёт, что девушка желает избежать своих чувств к фон Траппу, она призывает ее вернуться на виллу и жить той жизнью, для которой та была рождена («Climb Ev’ry Mountain»). Дети врут отцу, что ходили за ягодами и наелись ими, тот решает распорядиться отменить обед и улыбается. Братья и сёстры с радостью бегут навстречу вернувшейся Марии («My Favorite Things»). Узнав от них о помолвке капитана, девушка соглашается остаться, пока ей не найдут замену. Однако, чувства капитана к Марии не изменились. Баронесса видит, что капитан не нуждается ни в ней, ни в её деньгах, и отпускает его. Георг и Мария объясняются в своих чувствах («Something Good») и женятся. На свадьбе платье невесты резко контрастирует с одеянием монахинь и гостей. Пока молодожёны справляют медовый месяц, Макс готовит детей к Зальцбургскому фестивалю против воли их отца. Господин Целлер, ставший гауляйтером, озабочен тем, что фон Трапп единственный человек в округе, не вывесивший флаг Рейха. Рольф, ставший приверженцем режима, вручает Лизле телеграмму из Берлина для её отца.
Узнав, что в результате аншлюса в Австрии установился нацистский режим, влюблённые возвращаются домой, где капитан рвёт вывешенный над входом в виллу нацистский флаг. Лизл передаёт ему телеграмму и признаётся мачехе, что между ней и Рольфом всё кончено, Мария успокаивает девушку («Sixteen Going On Seventeen»). Фон Траппа информируют о том, что он должен явиться на немецкую военно-морскую базу в Бремерхафене, чтобы принять комиссию на флоте. Решительно выступая против аншлюса и гитлеровцев, капитан говорит своей семье, что они должны немедленно покинуть страну. Тем же вечером семья фон Траппов пытается бежать в Швейцарию, выталкивая машину за территорию дома, за ними из окна наблюдает дворецкий Франц. Их останавливает штурмовой отряд во главе с Целлером, ожидающий возле виллы. Не желая служить Рейху, фон Трапп задерживает своё отправление, настойчиво убеждая гауляйтера в том, что, являясь участником семейного ансамбля певцов фон Трапп, он обязательно должен быть с ними во время выступления на Зальцбургском фестивале, в охраняемом театре, и что после концерта обязательно отправится исполнять воинский долг. Целлер настаивает на их сопровождении, после чего его люди доставят капитана в Бремерхафен.
За проведением фестиваля пристально наблюдают солдаты. После совместной песни («Do-Re-Mi») Георг выступает с гитарой («Edelweiss»), к нему присоединяются члены семьи, песню подхватывают австрийцы. Детвайлер объявляет номер на бис перед долгой семейной разлукой («So Long, Farewell»). По окончании представления, не явившись на вручение присуждённого первого приза после двух аплодисментов, семья сбегает и находит убежище в аббатстве, где настоятельница прячет их в склепе. Вскоре прибывают коричневорубашечники и обыскивают монастырь. Обнаруживший семью Рольф уже готовится воспользоваться свистком и угрожает пистолетом Георгу, но юноше не хватает духу выстрелить. Фон Траппам удается сбежать на машине гауляйтера, пока Рольф зовёт подмогу. Пытающиеся начать преследование солдаты обнаруживают, что их машины не заводятся, так как две монахини сняли части двигателей, в чём те признаются настоятельнице. На следующее утро, добравшись до границы, семья фон Трапп пешком направляется через горы в Швейцарию, к безопасности и свободе. Фильм заканчивается панорамным изображением холмистой равнины.

### Историческая основа
Вопреки показанному в фильме «Звуки музыки» ночному побегу семьи из присоединённой нацистами к Германии Австрии, фон Траппы, через неделю после тайного ухода из своего особняка и ожидания билетов, выехали на поезде в Италию. Будучи уроженцем Задара, Георг фон Трапп получил для себя и для семьи права итальянского подданства.
Вскоре семья отправилась за рубеж — в США через Великобританию — для своего первого концертного тура, и в 1939 году вернулась в Европу, чтобы совершить поездку по Скандинавии, надеясь продолжить свои концерты в городах за пределами Третьего Рейха. Они даже вернулись в Зальцбург на несколько месяцев, прежде, чем вернуться в Швецию и закончить тур. Оттуда они отправились в Норвегию, затем в сентябре 1939 года уехали в США, где и остались из-за начавшейся войны.

## Роли
| Актёр             | Роль |
| ----------------- | --- |
| Джули Эндрюс      | Мария, послушница в монастыре, позже — гувернантка, а затем вторая жена Георга фон Траппа (озвучивание Надежда Румянцева) |
| Кристофер Пламмер | капитан Георг фон Трапп, муж Марии (озвучивание Феликс Яворский)                                                          |
| Чармиан Карр      | Лизль, первый ребёнок Георга фон Траппа (озвучивание Юлиана Бугаева)                                                      |
| Николас Хэммонд   | Фридрих, второй ребёнок Георга фон Траппа                                                                                 |
| Хезер Мензис      | Луиза, третий ребёнок Георга фон Траппа                                                                                   |
| Дуэйн Чейз        | Курт, четвёртый ребёнок Георга фон Траппа                                                                                 |
| Энджела Картрайт  | Бригитта, пятый ребёнок Георга фон Траппа                                                                                 |
| Дебби Тёрнер      | Марта, шестой ребёнок Георга фон Траппа                                                                                   |
| Ким Кэрат         | Гретель, седьмой ребёнок Георга фон Траппа                                                                                |
| Ричард Хэйдн      | Макс Детвайлер, друг фон Траппа и Шредер (озвучивание Владимир Балашов)                                                   |
| Элинор Паркер     | баронесса Эльза Шредер, невеста фон Траппа (озвучивание Антонина Кончакова)                                               |
| Пегги Вуд         | настоятельница монастыря (озвучивание Нина Никитина)                                                                      |
| Дэниэл Трюхитт    | Рольф, почтальон, возлюбленный Лизль (озвучивание Юрий Мартынов)                                                          |
| Анна Ли           | сестра Маргарита |
| Порша Нельсон     | сестра Берта |
| Марни Никсон      | сестра София |
| Эвэдни Бейкер     | сестра Бернайс |
| Бен Райт          | господин Целлер, гауляйтер (озвучивание Николай Граббе)                                                                   |
| Дорис Ллойд       | баронесса Эбберфельд |
| Норма Варден      | фрау Шмидт, экономка фон Траппов                                                                                          |
| Джилкрист Стюарт  | Франц, дворецкий фон Траппов (в титрах Джил Стюарт)                                                                       |
| Дороти Джикинс    | сестра Августа (нет в титрах)                                                                                             |
| Дорин Трайден     | сестра Агата (нет в титрах)                                                                                               |
| Ада Бет Ли        | сестра Катрина (нет в титрах)                                                                                             |
| Мария фон Трапп   | эпизод (нет в титрах) |

## Песни
Для всех песен, кроме отмеченных особо, музыку написал Ричард Роджерс (Richard Rodgers), а слова — Оскар Хаммерстайн II.
В порядке исполнения:
- «The Sound of Music»
- «Morning Hymn/Alleluia» (на основе традиционной церковной музыки)
- «Maria»
- «I Have Confidence in Me» (слова Роджерса)
- «Sixteen Going On Seventeen»
- «My Favorite Things»
- «Do-Re-Mi»
- «The Lonely Goatherd»
- «Edelweiss»
- «So Long, Farewell»
- «Climb Ev’ry Mountain»
- «Something Good» (слова Р. Роджерса)

## Награды и номинации
| Премия                                         | Категория                                                         | Номинант                                                              | Итог      |
| ---------------------------------------------- | ----------------------------------------------------------------- | --------------------------------------------------------------------- | --------- |
| Кинопремия «Оскар»                             | Лучший фильм                                                      | Роберт Уайз                                                           | Победа    |
| Кинопремия «Оскар»                             | Лучшая женская роль                                               | Джули Эндрюс                                                          | Номинация |
| Кинопремия «Оскар»                             | Лучшая женская роль второго плана                                 | Пегги Вуд                                                             | Номинация |
| Кинопремия «Оскар»                             | Лучший режиссёр                                                   | Роберт Уайз                                                           | Победа    |
| Кинопремия «Оскар»                             | Лучшая операторская работа                                        | Тед Д. МакКорд                                                        | Номинация |
| Кинопремия «Оскар»                             | Лучшая работа художника                                           | Борис Левен (постановщик) Уолтер М. Скотт Руби Р. Левитт (декораторы) | Номинация |
| Кинопремия «Оскар»                             | Лучший дизайн костюмов                                            | Дороти Джикинс                                                        | Номинация |
| Кинопремия «Оскар»                             | Лучший звук                                                       | Джеймс П. Коркоран (20th Century-Fox SSD) Фред Хайнс (Todd-AO SSD)    | Победа    |
| Кинопремия «Оскар»                             | Лучший монтаж                                                     | Уильям Генри Рейнольдс                                                | Победа    |
| Кинопремия «Оскар»                             | Лучшая музыка: Запись адаптированной партитуры                    | Ирвин Костал                                                          | Победа    |
| Премия Американской ассоциации монтажёров 1966 | Лучший монтаж полнометражного комедийного или музыкального фильма | Уильям Генри Рейнольдс                                                | Победа    |
| BAFTA                                          | Лучшая британскаяактриса                                          | Джули Эндрюс                                                          | Номинация |
| David di Donatello Awards                      | Лучшая иностранная актриса                                        | Джули Эндрюс                                                          | Номинация |
| Премия Гильдии режиссёров Америки              | Лучший режиссёр полнометражного фильма                            | Роберт Уайз                                                           | Победа    |
| Премия «Золотой глобус»                        | Лучший фильм (комедия или мюзикл)                                 | Звуки музыки                                                          | Победа    |
| Премия «Золотой глобус»                        | Лучшая актриса в комедии или мюзикле                              | Джули Эндрюс                                                          | Победа    |
| Премия «Золотой глобус»                        | Лучшая актриса второго плана                                      | Пегги Вуд                                                             | Номинация |
| Премия «Золотой глобус»                        | Лучший режиссёр                                                   | Роберт Уайз                                                           | Номинация |
| Laurel Awards                                  | General Entertainment                                             | Звуки музыки                                                          | Победа    |
| Laurel Awards                                  | Musical Performance — Female                                      | Джули Эндрюс                                                          | Победа    |
| Национальный совет кинокритиков США            | Национальный совет кинокритиков США: Десять лучших фильмов        | Звуки музыки                                                          | Победа    |
| New York Film Critics Circle                   | Лучшая актриса                                                    | Джули Эндрюс                                                          | 2-е место |
| Премия Гильдии сценаристов США                 | Лучший автор американского мюзикла                                | Эрнест Леман                                                          | Победа    |
| Photoplay                                      | «Золотая медаль за фильм года»                                    |                                                                       | Победа    |